# 欽差大臣
欽差大臣（きんさだいじん、満洲語：ᡥᡝᠰᡝ ‍ᡳ
ᠲᠠᡣᡡᠷᠠᡥᠠ
ᠠᠮᠪᠠᠨ　転写：hese -i takūraha amban）は、清の官職名。特定の事柄について皇帝の全権委任を得て対処する臨時の官を欽差官というが、その中でも特に三品以上のものを指す。
ただ本来は臨時官であったが、中には時代の変遷と共に常設化したものもある。たとえば総督や巡撫といった官は明代の欽差官が定着したものである。すなわち欽差大臣と呼称されるものには、臨時と常設のものとの2種類があるといって良い。以下に挙げるのは本来の意味での臨時の欽差大臣で、林則徐などが有名である。

## 主な欽差大臣
- 1838年 林則徐（1回目）：アヘン問題解決のためイギリスとの交渉を担当
- 1840年 キシャン（琦善）：アヘン戦争講和交渉を担当（講和完了前に罷免）
- 1842年 耆英（キイン）：南京条約締結
- 1850年 林則徐（2回目）：太平天国鎮圧を担当（途中病死）
- 1852年 葉名琛：南京条約後の貿易問題の交渉を担当（アロー号事件の対処も担当）
- 1852年 向栄
- 1858年 耆英（2回目）：天津条約締結交渉を担当（成功せず）
- 1860年 恒福（ヘンフ）：天津条約調印後の英仏の武力行使を止めるための交渉を担当
- 1860年 怡親王載垣（ヅァイユワン）：恒福の交渉が決裂に終わったため交代
- 1860年 恭親王奕訢（イヒン）：怡親王載垣の交渉も決裂に終わったため交代（北京条約を締結)
- 1871年 沈葆楨：日本軍台湾占拠の牡丹社事件への対応交渉を担当
- 1875年 左宗棠（1回目）：ヤクブ・ベクの乱により清朝の支配力が弱体化した新疆の軍務を担当
- 1885年 左宗棠（2回目）：清仏戦争終結のためにフランスと講和交渉を担当
- 1895年 李鴻章：日清戦争の講和交渉を担当（下関条約を締結）
- 1896年 李鴻章（2回目）：ロシアの吉林、黒龍江両省での鉄道建設権を譲渡する「中ロ密約」を交換
- 1911年 趙爾巽：東三省の治安維持のため、東三省総督と兼務
- 1911年 袁世凱：武昌起義を鎮圧するため、湖広総督と兼務

## 欽差大臣の常設化
総督・巡撫は清代になると欽差大臣としての側面は認識されなくなっていくが、近代以降再び欽差大臣の常設化が起こり始める。アヘン戦争以降、欧米列強との直接交渉を余儀なくされた清朝は、1844年両広総督に欽差大臣を兼務させ、1859年には両江総督に欽差大臣の資格を移し、諸国との外交を行わせた。この両江総督にして欽差大臣である者を南洋大臣という。さらに1870年になると直隷総督にも欽差大臣資格を与え、この職は以後北洋大臣と呼ばれるようになる。
また在外公館を海外に置き公使を派遣するようになると、その公使の正式名称を大清欽差出使大臣とした。これを受けて諸外国の公使達も自らを欽差大臣と自称するようになった。かくして、清朝後半になると臨時とされた欽差大臣はインフレ状態となり、その希少性は希薄化せざるを得なかった。